# Palazzo dell'Ammiragliato (La Spezia)
Il palazzo dell’Ammiragliato è la sede del Comando Interregionale marittimo Nord della Marina Militare italiana e si trova alla Spezia in via Chiodo.
L’edificio di Palazzo Torri è stato costruito nel 1853. Presenta un’architettura , a tre piani, nelle forme solide e molto semplici tipiche dell’architettura del tempo.
Come tutti gli edifici di via Chiodo, anche il suo fronte verso mare ha un porticato ad archi a tutto tondo sorretti da pilastri.

Nel porticato sono da notare il bel pavimento e l'ancora dell'Ammiragliato davanti all'ingresso, realizzati a palladiana con minuscole tessere di mosaico, opera firmata di Adolfo Boletto (primi decenni del XX secolo).

Il portale d’ingresso è composto da un'interessante coppia di pannelli in bronzo decorati da un leggero bassorilievo, opera dello scultore Rino Mordacci (1988).
Il palazzo è tra i beni vincolati dalla Soprintendenza della Liguria per il suo valore storico e architettonico.

## Storia
In un primo tempo l'edificio era stato sede dell'albergo Città di Milano.
Per la sua prossimità all'Arsenale, nel 1870 fu acquistato dalla Marina Militare per diventare sede del Comando nonché sede di rappresentanza dell'Ammiraglio.
Una lapide, posta sulla facciata laterale sul corso Cavour, ricorda che per qualche tempo, nel 1862, dell'albergo fu ospite Giuseppe Garibaldi convalescente dalla ferita riportata all’Aspromonte. Il generale era curato da vari medici ed era assistito dalla scrittrice Jessie White Mario e da suo marito, il garibaldino Alberto Mario.
Nell'atrio è anche esposta la targa che riporta il Bollettino della Vittoria Navale della Prima Guerra mondiale (12 novembre 1918).